# Héder nemzetség

A Héder nemzetség címere

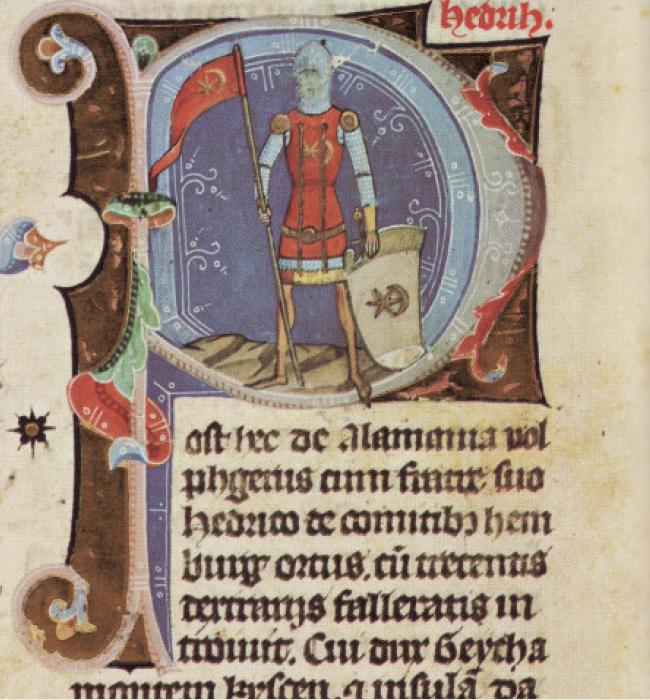
"Azután Németországból Wolfger jött öccsével, Henrikkel, háromszáz páncélosnak való csataménnel és negyven páncélos vitézzel; a hainburgi grófok közül valók. Géza fejedelem Küszén hegyét adta neki, és a Győr melletti szigetet örök szállásul, ahol is favárat épített, ama hegyen pedig klastromot is rakatott, ott van eltemetve. Tőlük származik a Héderiek nemzetsége." Képes krónika

A Héder nemzetség ősei, Héder nádor és testvére Wolfer akik II. Géza idején települtek be Magyarországra valószínűleg Karinthiából, ahol Héder Hédervárt, Wolfer pedig Németújvárt kapta birtokul.
Wolfer a németújvári hegyen épített nemzetségi monostort a Bencés rend számára, ahol később őt magát is eltemették.
A nemzetség címere vörös pajzson három ezüst cölöp.

## A nemzetség története
Miután Wolfer testvérével Hedrikkel Magyarországra érkezett, II. Géza Wolfernek Güssinget (Küszint) a mai Németújvárt, Hédernek a Győrtől északnyugatra lévő, a mai Hédervárt is magába foglaló területet adományozta szálláshelyül. A krónikások szerint a két testvér Géza fejedelem idején érkezett, de ezt a történészek azóta már régen tisztázták. A bejövetelt és adományozást nem Géza fejedelem idejére, nem a 10. századra teszik, hanem II. Géza (1141–1162) uralkodásának periódusára, 1142-re, esetleg 1146 utánra. A krónikaírókat vezethette a névazonossággal kapcsolatos tévedés vagy egyszerűen az, hogy a család régiségét, ezáltal tiszteletreméltóságát emeljék.
Wolfer Németújváron monostort építtetett, és ide is temetkezett. Hédert már 1146-ban ispánként említik, 1150–1157 között II. Géza udvarbírája, 1162-ben pedig III. István nádora. Annak ellenére, hogy a testvérek közül Wolfer volt az idősebb, a nemzetséget Héderről nevezték el. Ez könnyen magyarázható utóbbi tehetségével, illetve magas, matuzsálemi életkorával, esetleg mindkettővel. Karácsonyi János így ír erről: „Volfer Héder nevű testvére vagy nagyon kiváló férfiú volt vagy szerfelett nagy kort élt el, mert csak így érthető meg, miért nevezték el az egész nemzetséget róla és nem Volferről.”
A bevándorló lovagok származási helyét azonban megbízhatóan máig sem azonosította a történettudomány. Már a krónikások is eltérő helyeket emlegettek, Kézai Simon Vildoniát, Kálti Márk Németországot, Thuróczi János az alemanniai Hainburgot. Kiderült, hogy a stájerországi Wildonból való eredeztetés téves, mivel Wildon vára 1157-ben még nem állt. Így a Képes krónikának lehet igaza, amikor Hainburgból származtatja a testvéreket, mivel az Au-Erlachi nemzetségben valóban élt a 12. században egy Wolfger von Erlach nevű lovag.
Hédervár első említése egy 1210-ben kelt oklevélben található, amely Novák település határjárásakor keletkezett, és úgy említi Hédervárt, mint Hederic comes, azaz Héder ispán birtokát. III. István nádorának, azaz I. Hédernek a fia, de lehet, hogy unokája ez a Héder ispán.
A Hédervári család fontos szerepét mutatja, hogy a Képes krónika iniciáléjában a bejövő nemzetségek között a család címerét is ábrázolja. Egyébként tévesen, mivel ott Héder ruháján, pajzsán, zászlóján egy hatágú arany csillag látható holdsarlóval, a címer valójában azonban egy ötször hasított pajzs, amely látszik a Hédervári család pecsétjén is.
A nemzetséghez kötődik a községnév is, annak ellenére, hogy a szép népi etimológia a Hédervár elnevezést a Hétérvár névből eredezteti. A monda szerint – a Historia Domus 1798. június 26-i bejegyzése is tanúsítja – e régi időkben hét kis vízfolyás hálózta be a környéket, mégpedig a Bagom-ér, a Bak-ér, a Ladom-ér, a Metsi-ér, a Pilling-ér, a Sáros-ér és a Szőny-ér. A hét kis ér összevont elnevezéséből alakult volna ki a Hétérvár, majd hasonulás útján a Hédervár név. A környező szigetközi földrajzi nevek ismeretében – Mecsér, Győrladamér – nem is kell rögtön félremagyarázásra gondolnunk. Helyesen akkor járunk el azonban, ha a logikai sorrendet megfordítjuk, és a földrajzi falu- és dűlőnevekből származtatjuk a mondát.
A nemzetség már a 13. század közepén három ágra szakadt: Köcskiekre, Kőszegiekre és Héderváriakra.

### A krónikák szerint
Kézai Simon mester 1283 körül a következőket írja: „Wolfer testvérével Hedrikkel Vildoniából jött be 40 páncélos katonával. A Güssing hegyet kapta szálláshelyül, amelyen favárat épített, sőt a szerzeteseknek monostort is, amelybe halála után eltemették. Innen veszik kezdetüket a Héderiek.”
A székesfehérvári őrkanonok, Kálti Márk egy évszázaddal későbbi, 1358 körül készült krónikája és az ebből származó 14. századi összeállítás szerint is Géza fejedelem adományozta a Győr melletti szigetet a testvéreknek: „Németországból Wolfger jött öccsével, Henrikkel, háromszáz páncélos vitézzel, a hainburgi grófok közül valók. Géza fejedelem Küszén hegyét adta nekik és a Győr melletti szigetet örök szállásul, ahol is favárat épített; ama hegyen pedig klastromot is rakatott, ott van eltemetve. Tőlük származik a Héderiek nemzetsége.”
Thuróczi János műve szerint  Wolfer „…Alemanniából jött testvérével, Hedrikkel és háromszáz páncélozott vezetéklóval. Géza fejedelem neki adta örök szállásbirtokként Güssing hegyét és Győr környékén a Dunának egy szigetét. Itt épített egy favárat, a hegyen pedig egy kolostort is, ott temették el. Ezektől származik a Héderváry nemzetség.”

## A nemzetség ismert tagjai
A Héder nemzetség II. Géza királyunk idejében beköltözött Hedrik comestől származik. Az általa épített Hedrik várából lett idővel Hédervár (Győrtől északnyugatra), melytől a nemzetség egyik ága, a Hédervári család nevét vette.
- Héder nádor és testvére Wolfer a nemzetség alapítói
- Héder nembeli Héder ispán 1210 körül, Héder nádor fia vagy unokája lehet
- Héder nembeli Herrand lovászmester volt 1260–1270-ig
- Héder nembeli Henrik
- Héder nembeli Kőszegi Nagy Henrik (?–1274) nádor, a Kőszegi család megalapítója, Héder nembeli Henrik fia

## A nemzetség ágai

### A 13. századtól
A 13. század közepétől a nemzetség három ága különböztethető meg:
- Hédervári család
- Kőszegi család – három részre bomlott a 14. században[4]
- Köcski család

### A 14. századtól
- Tamási család – a Kőszegi család alága
- Rohonci család – a Kőszegi család alága
- Szekcsői Herceg család – a Kőszegi család alága